# Rey Melchor

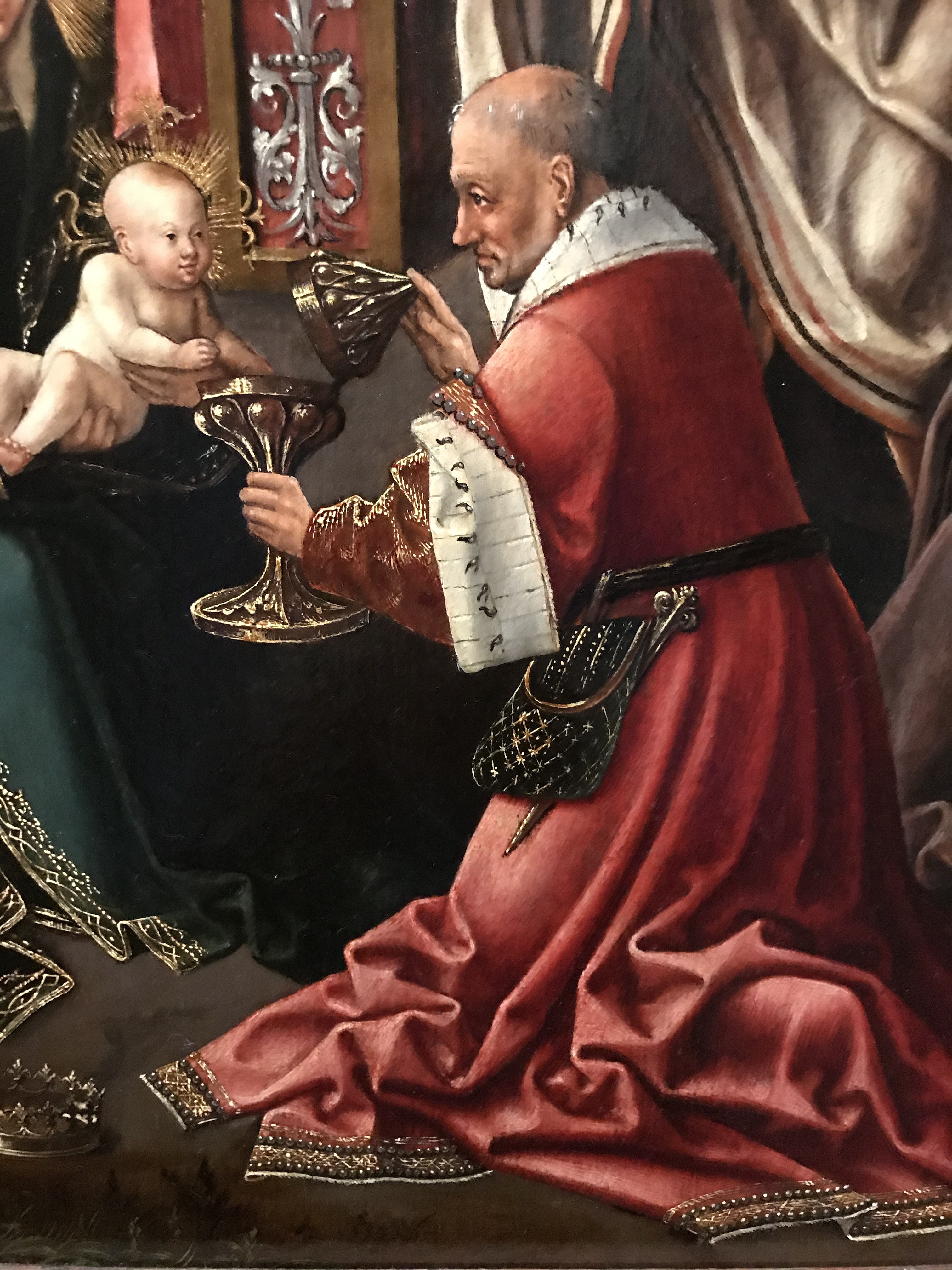
Detalle de Melchor en La adoración de los magos, de Jacob van Oostsanen.

Melchor es uno de los nombres que la tradición le ha dado a uno de los Magos de Oriente como son mencionados, cuatro veces en el Evangelio de san Mateo (Mt,2:1,7,13,16). Se le adjudica que es el portador del oro. Tradicionalmente, la Iglesia católica conmemora su festividad el 6 de enero.

## Tradición
Estos magos fueron, según la tradición, a adorar al Mesías que acababa de nacer en Belén de Judea, el que posteriormente se llamaría Jesús de Nazaret. La Biblia no especifica ni sus nombres, ni su número, ambos creados por tradiciones posteriores. En todo caso, esos magos actuaron, según los relatos evangélicos, siguiendo un extraño astro, calificado de estrella fugaz, que habían visto en sus observaciones del universo, ya que también se cree que eran en realidad magos o sabios en el sentido de personas estudiosas de la astronomía y la ciencia (a diferencia de la visión tradicional, que los ha venido identificando como reyes). La teología aprovecha esta consideración de los magos como sabios o astrónomos para identificar en esta adoración el encuentro entre la ciencia y Dios.

## Etimología
Se cree que este nombre proviene de Europa, ya que es tradicionalmente representado por una persona de piel clara y barba blanca en edad anciana representando así al antiguo continente, en supuesta alusión a los pueblos europeos. 
Su nombre tiene origen del hebreo y está compuesto por malkî y ôr, que significa 'mi rey es luz' o 'rey de la luz'. Representa la edad anciana del hombre y porta oro.

## En la ficción
El Rey Melchor ha sido representado en la ficción numerosas veces. Aparece en películas como Mensajeros de paz (1957) de José María Elorrieta, El cuarto rey (1997) de Stefano Reali, Reyes contra Santa (2022) de Paco Caballero o Los Reyes Magos: La verdad (2022) de Víctor García León. 
El cine de animación también ha contado la historia de los Reyes Magos en largometrajes como Los 3 Reyes Magos (1976) dirigida por Fernando Ruíz y Adolfo Torres o Los Reyes Magos (2003) dirigida por Antonio Navarro.
En la literatura ha sido representado en relatos breves como Los Magos (1898) de Emilia Pardo Bazán o La adoración de los Reyes (1908) de Ramón María del Valle-Inclán. En la novela Ben-Hur (1880), Melchor es un brahmán procedente de la India.